# إجمونت
إجمونت (بالألمانية: Egmont) تراجيديا من تأليف الأديب الألماني يوهان فولفغانغ فون غوته، نشرت للمرة الأولى في 1788، وعُرضت في 9 يناير من العام 1789 في مدينة ماينتس الألمانية. طلب غوته من الموسيقي الألماني لودفيج فان بيتهوفن تأليف موسيقى خاصة لهذه المسرحية، استجاب بيتهوفن لطلبه وأتم العمل في 1810.

## وصلات خارجية
- إجمونت، على أرشيف الإنترنت.
- إجمونت، على مشروع جوتنبرج.
- إجمونت، على كتب جوجل.
- إجمونت، على موقع أمازون.
- إجمونت على مكتبة جامعة هارفارد.
- إجمونت، على مكتبة جامعة ميشيغان.